# Mongol ölyv
A mongol ölyv (Buteo hemilasius) a madarak osztályának vágómadár-alakúak (Accipitriformes) rendjébe, ezen belül a vágómadárfélék (Accipitridae) családjába tartozó faj.

## Rendszerezése
A fajt Coenraad Jacob Temminck és Hermann Schlegel írták le 1788-ban.

## Előfordulása
Oroszország, Tádzsikisztán, Kazahsztán és Üzbegisztán, valamint Bhután, Dél-Korea, Észak-Korea, Kína, Hongkong, India, Irán, Japán, Mongólia és Nepál területén honos. 
Természetes élőhelyei a mérsékelt övi gyepek és sivatagok, valamint szántóföldek. Vonuló faj.

## Megjelenése
A testhossza 71 centiméter, szárnyfesztávolság 143-161 centiméter, testtömege 950-2050 gramm.

## Természetvédelmi helyzete
Az elterjedési területe nagyon nagy, egyedszám pedig stabil. A Természetvédelmi Világszövetség Vörös listáján nem fenyegetett fajként szerepel.